# Dan Pagis
Dan Pagis (în ebraică דן פגיס, transliterat: Dan Paghis; n. 16 octombrie 1930, Rădăuți, Rădăuți, România – d. 29 iunie 1986, Ierusalim, Israel) a fost un poet israelian de limbă ebraică, originar din Bucovina, România, traducător și filolog, cercetător al poeziei ebraice din Spania medievală. A fost profesor la Universitatea Ebraică din Ierusalim.
„Lirismul său reținut, de factură conceptuală, se bucură de prețuire în opinia critică israeliană și în cea din Occident” (Sebastian Costin, 1992).

## Biografie

### Copilăria la Rădăuți
Dan Pagis s-a născut cu numele Severin Paghis în anul 1929 la Rădăuți, ca fiu al lui Josef Pagis (1904-1982) și Juliska Judith, născută Ausländer. Tatăl era originar din Chișinău, Basarabia
și stăpânea limbile idiș, rusă și română. Mama sa a crescut în cultura germano-austriacă care domina în mediul evreiesc din Rădăuți.
În anul 1934 tatăl a plecat singur în Palestina pentru a pregăti emigrarea familiei acolo. La câteva luni după aceea a murit subit mama lui Pagis în urma unei boli galopante, iar copilul orfan, de 5 ani, s-a mutat în casa bunicilor materni. Acolo a fost crescut cu o guvernantă germană. În afară de aceasta, se pare că a învățat și ebraica cu un profesor particular. Copil introvertit, inteligent și curios, Pagis își petrecea ceasuri întregi în biblioteca cea mare a bunicului, familiarizându-se cu literatura clasică germană.

### AniiHolocaustuliuiîn Transnistria
În 1939 tatăl său a venit în vizită din Palestina pentru a-l lua cu el, dar bunica s-a împotrivit („Unde vrei să iei copilul, între nisipuri, în deșert?” ar fi spus, după un citat din fragmentele de proză "Aba" - „Tata”, publicate postum în 1991). După intrarea României alături de Germania nazistă în Al Doilea Război Mondial, potrivit politicii regimului Antonescu de epurare „rasială” în nordul și estul României, de la 12 octombrie 1941 majoritatea evreilor din Bucovina au fost trimiși în deportare în condiții inumane în lagăre și locuri de concentrare în zona dintre Nistru și Bug denumită Transnistria. În anii 1941-1943 au pierit în Transnistria și in drumul spre ea circa 10,000 din evreii din Rădăuți, bărbați și femei, bătrâni și copii. Circa 6.000 au fost încărcați în vagoane pentru transport de vite și trimiși pe calea ferată mai întâi la Mărculești, în Basarabia. Cea mai mare parte a lor au fost omorâți sau lăsați să moară pe drumul de acolo în Transnistria. La 13 octombrie 1941 a plecat din Rădăuți un transport suplimentar de 4.000 evrei spre localitatea basarabeană Atachi din zona Hotin și de acolo au fost și ei deportați în Transnistria. Între aceștia din urmă s-au aflat și bunicii din familia Ausländer, împreuna cu nepoțelul lor. Bunicul a fost separat de soție și nepot și a fost trimis într-un lagăr, unde a murit de pneumonie. Băiatul și bunica au ajuns într-un alt lagăr.
În anii 1943-1944, în urma reculului în fața armatei sovietice, regimul Antonescu a hotărât să închidă lagărele din Transnistria și să repatrieze treptat pe supraviețuitorii evrei originari din România. Dan Pagis a părăsit lagărul singur, se pare ca a fugit, și a ajuns în cele din urmă la Rădăuți. Poetul nu a acceptat niciodată să povestească, nici mai târziu soției și copiilor, despre viața lui în anii de deportare. Bunica a supraviețuit și ea și s-a întors acasă mai târziu. În 1946 Pagis a emigrat în Palestina, singur, în cadrul "Imigrației tineretului" (în ebraică „Aliyat Hanoar”), și s-a reunit acolo cu tatăl său. În urma celor îndurate în ultimii ani, legătura cu tatăl său a fost dificilă.

### În Israel
După ce a ajuns în Palestina, care pe atunci se afla în ultimii ani ai regimului mandatar britanic și în care a luat ființă în mai 1948 statul evreiesc modern Israel, Pagis și-a ales numele propriu ebraic Dan. Niciodată nu a menționat care a fost numele său dinainte. A învățat în cadrul pedagogic numit Hevrat Noar (Societatea de tineret) din kibuțul Merhavia, unde l-a cunoscut pe poetul Tuvya Ruebner, originar din Slovacia, care i-a devenit bun prieten. Apoi a studiat la Seminarul kibuțurilor (Seminar Hakibutzim) la Tel Aviv. Între anii 1951-1955 a predat la școala elementară din kibuțul Gat. În anul 1956 s-a mutat la Ierusalim, unde a studiat literatura ebraica și engleza la Universitatea Ebraică. În același timp a lucrat ca profesor de literatură ebraică la Gimnaziul Rehavia din capitală, și și-a continuat cariera academică. Din anul 1976 a devenit membru al corpului didactic al Universității Ebraice ca cercetător al poeziei ebraice din evul mediu iberic, devenind, în cele din urmă, profesor.

## Activitatea literară și academică

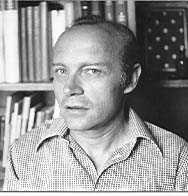

În timpul anilor de kibuț Pagis a cunoscut pe poeta și filologul Lea Goldberg care i-a devenit mentor și care a dat recomandari pentru publicarea primelor sale volume de versuri. Primele versuri publicate i-au apărut in 1949 în ziarul „Al Hamishmar”. 
În cursul vieții Pagis a publicat șase volume de versuri. Primul dintre ele, „Sheon Hatzel” (Ceasul de umbră) l-a publicat în anul 1959.
În afară de aceasta a fost activ ca traducător și ca redactor de cărți. Între altele a îngrijit și redactat poeziile lui David Vogel.
Pagis a publicat și un număr de cercetări în domeniul poeziei ebraice medievale, și a participat în anul 1968 la editarea poeziei lui Moshe Ibn Ezra.
Dan Pagis a fost căsătorit cu Ada Pagis, originară din Polonia, profesoară, absolventă a facultății de istorie și literatură a Universității Ebraice, ulterior cunoscută ca scriitoare și poetă, cu care a avut doi copii.
El a încetat din viață la Ierusalim la 56 ani și a fost înhumat la cimitirul de pe Har Hamenuhot (Muntele odihnei) din Ierusalim.

## Premii și distincții

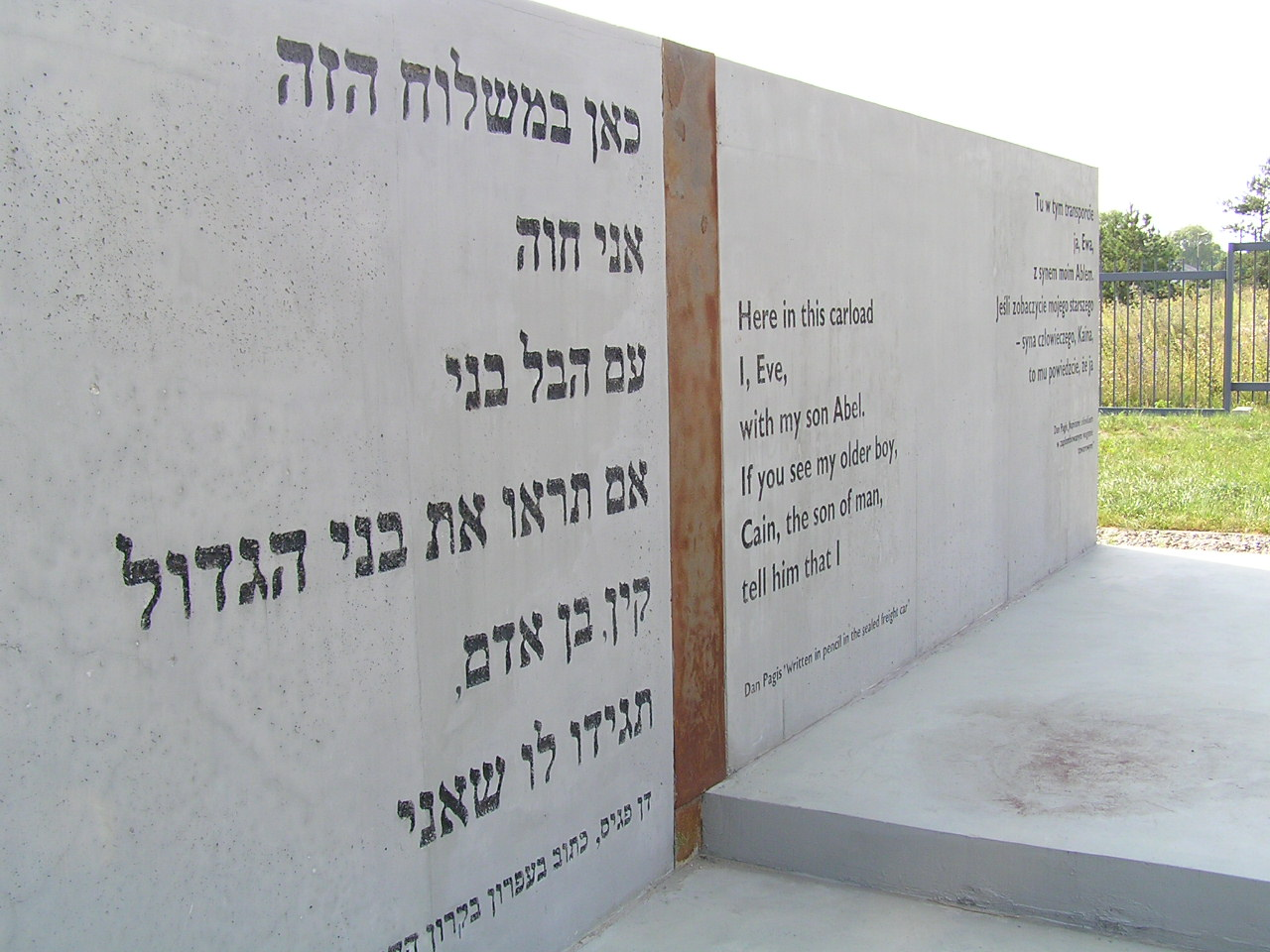
Versuri de Dan Pagis pe Monumentul victimelor lagărului nazist de exterminare de la Belzec

- 1973 - Premiul în memoria primului ministru Levi Eshkol pentru scriitori ebraici

## In memoriam
- Poezia sa scurtă „Katuv beiparon bakaron hehatum” („Inscripție cu creionul pe un vagon plumbuit”) din volumul „Gilgul” a fost gravată în ebraică și în traducere engleză și polonă pe monumentul în memoria victimelor din lagărul de exterminare nazist de la Belzec, în Polonia.

## Cărți

### Poezie
- 1959 - Sheon Hatzel (Ceasul de umbră)
- 1964 Shehut Meuheret (Răgaz târziu)
- 1970 Gilgul (Transformare)(Metamorfoză)
- 1975 Moah (Creier)
- 1982 Milim Nirdafot (Double Exposure)
- 1984 Shneim Asar Panim (Cele douăsprezece fețe ale smaragdului)
- 1987 Shirim Aharonim (Ultimele poezii)
- 1991 Kol Hashirim (Toate versurile) - editie ingrijită de T.Carmi și Hanan Haver.

### Cărți pentru copii
- 1974, 1994 - Habeitzá shehithapsá (Oul care s-a mascat)

### Scrieri filologice
- 1968 - Poeziile lui Levi Ibn Al-Tabban (Shirei Levi Ibn Alatabban)
- 1970 - Poezia laică și teoria poetică a lui Moshe Ibn Ezra și a contemporanilor săi (Shirat Ha-Hol Ve-Torat Ha-Shir Le-Moshe Eben Ezra U-Vnei Doro)
- 1976 - Schimbare și tradiție in poezia laică :Spania și Italia (Change and Tradition in Secular Poetry: Spain and Italy)
- 1979 - „Ke-Hut Ha-Shani” - Ca un fir roșu - Poezii ebraice de dragoste din Spania, Italia, Turcia și Yemen The Scarlet Thread – Hebrew Love Poems from Spain, Italy, Turkey and the Yemen (editare)
- 1986 - O taină pecetluită (Al Sod Hatum - Le toldot Hahida haivrit beItalia veHoland- Despre istoria șaradei ebraice în Italia și Olanda)
- 1993 - Ha-Shir Davur Al Ofanav (Poetry Aptly Explained – Studies and Essays on Medieval Hebrew Poetry)

## Traduceri ale scrierilor sale în românește
- 1992 - în La marginea cerului - Poeți ebraici contemporani, antologie și traducere de Sebastian Costin
- 2014 - Poetul cu cerneala secretă, ediție ebraico-română, îngrijită de Menachem Falek